# تاكويا إغاراشي
تاكويا إغاراشي (باليابانية: 五十嵐卓哉؛ بالكانا: いがらし たくや) هو مخرج ياباني، ولد في 21 ديسمبر 1965 في اليابان.

## وصلات خارجية
- تاكويا إغاراشي على موقع IMDb (الإنجليزية)
- تاكويا إغاراشي على موقع ألو سيني (الفرنسية)
- تاكويا إغاراشي على موقع أول موفي (الإنجليزية)
- تاكويا إغاراشي على موقع قاعدة بيانات الفيلم (الإنجليزية)
- تاكويا إغاراشي على موقع كينوبويسك (الروسية)
- تاكويا إغاراشي على موقع ANN person (الإنجليزية)